# Rituparna Sengupta
Pour les articles homonymes, voir Sengupta.
Rituparna Sengupta, née le 7 novembre 1970 à Calcutta, est une actrice du cinéma indien, plus particulièrement du cinéma bengali et de Bollywood,, et de la télévision. Elle est l'une des actrices les plus populaires du cinéma bengali, qui s'est affirmée à la fin des années 1990. Elle est lauréate d'un National Award, deux Filmfare Awards, quatre BFJA Awards et quatre Anandalok Awards,,.
Initialement présentée comme la copie conforme de Satabdi Roy, Sengupta fait ses débuts à l'écran aux côtés de Kushal Chakraborty (en) dans la série télévisée fantastique bengali Shwet Kapot (1989) réalisée par ce dernier et diffusée sur DD Bangla (en). Elle est propulsée au rang de vedette après avoir fait ses débuts sur grand écran dans le film bengali Shwet Patharer Thala (1992) de Prabhat Roy (en), qui a remporté le National Award.
Elle est acclamée par la critique pour ses rôles dans des films tels que Dahan (en) (1997), Utsab (en) (2000), Paromitar Ek Din (en) (2000), Chaturanga (en) (2008) et Ahaa Re (en) (2019).

## Jeunesse
Rituparna s'intéresse aux arts dès son plus jeune âge et elle apprend la peinture, la danse, le chant et l'artisanat dans une école de peinture, appelée Chitrangshu. Elle étudie au Carmel High School, puis obtient un diplôme d'histoire au Lady Brabourne College (en). Elle commence à étudier l'histoire moderne pour une maîtrise à l'université de Calcutta, mais doit interrompre ses études pour se concentrer sur sa carrière d'actrice.

## Carrière

### Débuts et lutte initiale (1989-1991)

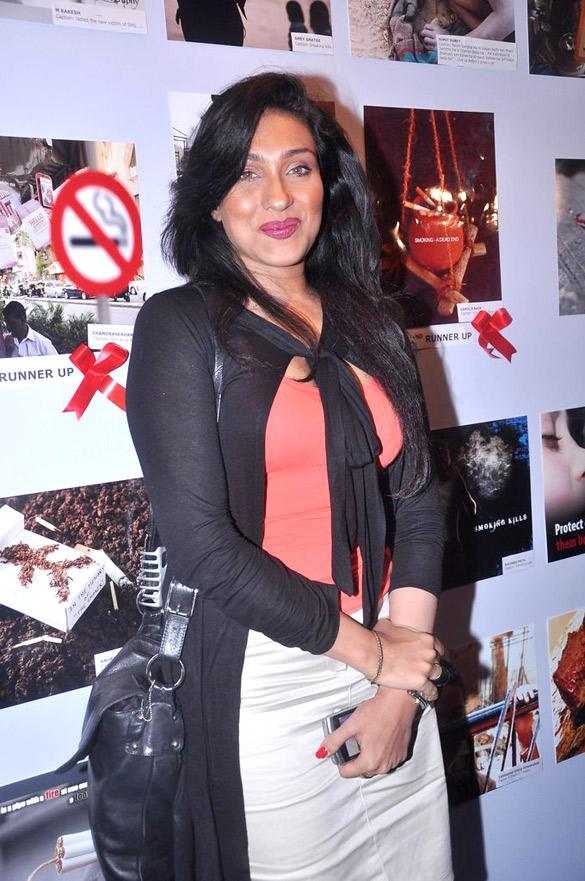
Rituparna Sengupta à la campagne anti-tabac (2012).

Sengupta a fait ses débuts à l'écran aux côtés de Kushal Chakraborty (en) dans la série télévisée fantastique bengali Shwet Kapot (1989) diffusée sur DD Bangla (en). La sœur de Chakraborty, Anindita, était sa camarade de classe. Après son examen secondaire, Anindita insiste pour qu'elle participe à un test d'écran pour un rôle face à Chakraborty dans la série télévisée. L'œuvre est une adaptation du conte de fées danois The White Dove (en).
Elle doit jouer le rôle d'une princesse emprisonnée qui se transforme en colombe blanche et qui tombe amoureuse d'un prince emprisonné, joué par Chakraborty. Au départ, son père s'oppose à ce qu'elle joue ce rôle, mais il donne ensuite son accord car le rôle exige un tournage de deux jours. Grâce à la célébrité de Chakraborty, la sitcom attire l'attention des personnalités des médias. Elle accepte un rôle dans la sitcom bengali Hortoner Golam de Ramen Adhikari, dont le protagoniste est Kaushik Banerjee. Elle joue quelques autres rôles dans d'autres séries télévisées bengalies, mais sa carrière ne décolle pas.

## Prix et distinctions
| Année | Prix |
| ----- | --- |
| 1995  | Prix Bharat Nirman |
| 1996  | Prix du centenaire de la naissance de Kazi Nazrul Islam décerné par la Law Society of Calcutta.                                     |
| 1998  | National Film Award de la meilleure actrice, pour Dahan (en)                                                                        |
| 1999  | Anandalok Puraskar (en) de la meilleure actrice pour Dahan                                                                          |
| 2000  | Anandalok Puraskar de la meilleure actrice dans un rôle secondaire pour Attiya Sajan                                                |
| 2005  | Anandalok Puraskar pour la meilleure reine du glamour                                                                               |
| 2007  | Anandalok Puraskar de la meilleure actrice pour Anuranan                                                                            |
| 1999  | Prix de l'association des journalistes cinématographiques du Bengale (BFJA) - prix de la meilleure actrice                          |
| 2004  | BFJA – meilleure actrice pour Alo (en)                                                                                              |
| 2006  | BFJA – meilleure actrice pour Trishna (en)                                                                                          |
| 2013  | BFJA - meilleure actrice pour Muktadhara (en)                                                                                       |
| 1993  | Prix Kalakar de la meilleure actrice dans un rôle secondaire pour Swet Pathorer Thala                                               |
| 1997  | Prix Kalakar de la meilleure actrice, Abujh Mon                                                                                     |
| 1998  | Prix Kalakar - Prix spécial, Moner Manush                                                                                           |
| 2001  | Prix Kalakar de la meilleure actrice, Sasurbari Zindabad (en)                                                                       |
| 2004  | Prix Kalakar de la meilleure actrice, Chroniques indiennes                                                                          |
| 2006  | Prix Kalakar de la meilleure actrice, Dwitiya Basanta                                                                               |
| 2007  | Prix Kalakar de la meilleure actrice, Batikrami                                                                                     |
| 2008  | Prix Kalakar de la meilleure actrice, Anuranan                                                                                      |
| 2009  | Prix Kalakar de la meilleure actrice, Mon Amour                                                                                     |
| 2010  | Prix Kalakar de la meilleure actrice, Aaynate                                                                                       |
| 2014  | Filmfare Awards East - Prix des critiques pour la meilleure actrice, Alik Sukh                                                      |
| 2017  | Filmfare Awards East - Prix des critiques pour la meilleure actrice, Praktan + Meilleur prix Flashback Caméo pour Teesra Kaun? (en) |